# Bert Plaxton
Herbert Alfred Wellington Plaxton, detto Bert (Barrie, 22 aprile 1901 – Georgina, 7 novembre 1970), è stato un hockeista su ghiaccio canadese.

## Palmarès

### Olimpiadi invernali
- Oro a Sankt Moritz 1928 nell'hockey su ghiaccio.